# Daniel Ríos (football, 2003)
Daniel Ríos, né le 29 mars 2003 à Houston aux États-Unis, est un footballeur international salvadorien jouant au poste de milieu offensif au Dynamo de Houston en MLS.

## Biographie

### Carrière en club
Né à Houston aux États-Unis, Daniel Ríos est formé par le Dynamo de Houston, dont il rejoint l'académie en 2013 à l'âge de 10 ans. Le 10 juillet 2020, il signe un contrat de Homegrown Player avec le Dynamo, à compter du 1er janvier 2021. Ríos passe le reste de l'année 2020 à s'entraîner avec l'équipe première et à jouer pour l'académie.

### Carrière internationale
Né aux États-Unis, le joueur est d'origine salvadorienne. Le 4 mars 2021, il annonce vouloir représenter le Salvador au niveau international.
Il reçoit sa première sélection en équipe du Salvador le 26 juin 2021, contre le Guatemala. Lors de cette rencontre amicale, les deux équipes se neutralisent sur le score de zéro à zéro.